# Гізікон
Гізікон (нім. Gisikon) — громада  в Швейцарії в кантоні Люцерн, виборчий округ Люцерн-Ланд.

## Географія
Громада розташована на відстані близько 75 км на схід від Берна, 11 км на північний схід від Люцерна.
Гізікон має площу 1,1 км², з яких на 27,3% дозволяється будівництво (житлове та будівництво доріг), 47,3% використовуються в сільськогосподарських цілях, 20% зайнято лісами, 5,5% не є продуктивними (річки, льодовики або гори).

## Демографія
2019 року в громаді мешкало 1412 осіб (+30,1% порівняно з 2010 роком), іноземців було 21%. Густота населення становила 1307 осіб/км².
За віковим діапазоном населення розподілялося таким чином: 20,8% — особи молодші 20 років, 67,4% — особи у віці 20—64 років, 11,9% — особи у віці 65 років та старші. Було 600 помешкань (у середньому 2,3 особи в помешканні).
Із загальної кількості 424 працюючих 9 було зайнятих в первинному секторі, 226 — в обробній промисловості, 189 — в галузі послуг.